# Commission de la fonction publique de Montréal
Ne doit pas être confondu avec Commission de la fonction publique.
La Commission de la fonction publique de Montréal (CFPM) est une entité non partisane, neutre et indépendante chargée de faire enquête sur les plaintes en matière de dotation et de recrutement à la Ville de Montréal. Encadrée par la Charte de la Ville de Montréal (art. 57.2 à 57.8), la Commission relève du Conseil municipal de Montréal et jouit d’une indépendance face à l’administration de la Ville et d’une neutralité dans ses prises de position.

## Historique
La Commission de la fonction publique de Montréal a été créée en 1944 par le Conseil de la Cité de Montréal (actuel conseil municipal). À cette époque, elle porte le nom de la Commission du service civil de Montréal et est intégrée au Service du personnel. Son rôle est alors de contrôler les conditions de travail des fonctionnaires, déterminer les échelles salariales et l’organisation des examens. En 1961, elle est détachée du Service du personnel et devient responsable de la préparation, de l’administration et de la correction des examens. Son nom est modifié en 1978, pour le nom actuel. En 2002, Montréal est fusionnée avec 27 municipalités avoisinantes, créant une ville unifiée couvrant l'entièreté de l'île de Montréal. Le mandat de la Commission subit plusieurs changements.
À compter de 2004, la Commission acquiert le rôle d’organisme de vérification, d’approbation des outils d’évaluation des compétences, de recours et de recommandation. La Commission doit s’assurer de l’établissement et de l’application de règles garantissant l’intégrité et l’impartialité des processus de recrutement au sein de la nouvelle Ville.
En 2012, les activités de dotation et de recrutement, qui relevaient de chaque arrondissement et service de la Ville, sont regroupées au sein du Service du capital humain (maintenant le Service des ressources humaines).
Le règlement de la Commission est amendé en 2016 et son mandat principal est dorénavant de recevoir et traiter les plaintes en matière de recrutement.

## Mission
La Commission de la fonction publique de Montréal a pour mission de vérifier le caractère impartial et équitable des règles de dotation et des autres politiques en matière de gestion de la main-d'œuvre, en vigueur à la Ville de Montréal.
- La Commission traite les plaintes relatives au processus de dotation de la Ville de Montréal déposées par des candidats externes ou des employés de la Ville de Montréal.

Une plainte peut porter sur la vérification du caractère impartial et équitable des règles en lien avec un processus de recrutement ou de sélection à la Ville de Montréal. Cette préoccupation peut survenir lors de la présélection des candidatures, de l’examen, de l'entrevue d’un processus de recrutement ou encore la nomination.
Si la Commission considère la plainte recevable, elle fera enquête. Le but de l'enquête est de vérifier si les personnes soumises à un même processus de dotation ont été évaluées de façon impartiale et équitable, mais également avec transparence.
- Lorsqu’elle le juge approprié, que ce soit dans un but de correction ou d’amélioration continue des façons de faire en matière de dotation, la Commission peut faire des recommandations à l’unité administrative responsable. Par la suite, la Commission fait un suivi régulier afin de constater quelles mesures ont été prises.

- La Commission réalise des consultations, analyses et études sur divers volets afin de demeurer au fait des meilleures pratiques et d'améliorer de manière continue les processus de dotation et de gestion de la main-d'œuvre de la Ville de Montréal.

Par ailleurs, la Commission fait état de ses activités au conseil de la Ville de Montréal une fois par an dans son rapport annuel.

## Organisation
La Commission est un organisme public indépendant de l’administration municipale. Elle relève directement du conseil de la Ville. La Commission est composée de trois membres, un président et deux vice-présidents, lesquels sont nommés par le conseil municipal de la Ville de Montréal. Les membres de la Commission, dont le mandat est d’une durée de 4 ans, siègent en séance afin d'examiner les plaintes. Ils se positionnent quant au bien-fondé des plaintes et aux recommandations à formuler, s'il y a lieu.